# 波托尼科
波托尼科（西班牙語：Potonico），是薩爾瓦多的城鎮，位於該國西北部，由查拉特南戈省負責管轄，面積37.73平方公里，海拔高度261米，2007年人口1,586，人口密度每平方公里42.04人。

13°58′N 88°54′W / 13.967°N 88.900°W